# Morgan Stoddart
Morgan Lloyd Stoddart (* 23. September 1984 in Trealaw, Rhondda Cynon Taf, Glamorgan) ist ein walisischer Rugby-Union-Spieler. Er ist für die Scarlets aktiv.
Stoddart begann seine Karriere beim Treorchy RFC in der Welsh Premier Division. Nachdem der Verein abgestiegen war, wechselte er zum Pontypridd RFC. Mit Pontypridd gewann er 2006 den walisischen Pokal und wurde danach zu den Scarlets transferiert. In seiner ersten Saison wurde er noch hauptsächlich in der walisischen Liga für den Llanelli RFC eingesetzt, setzte sich aber bald bei den Scarlets durch.
Im November 2007 wurde Stoddart erstmals in die Reihen der Nationalmannschaft aufgenommen, Gegner war der frisch gekürte Weltmeister Südafrika. Er legte in seinem ersten Länderspiel auch seinen ersten Versuch.